# 오스마르 이바녜스
오스마르 이바녜스 바르바(스페인어: Osmar Ibáñez Barba, 1988년 6월 5일, 칸타브리아주 산토냐 ~)는 스페인의 축구 선수로 현재 대한민국 K리그2의 서울 이랜드에서 수비형 미드필더와 센터백으로 활약하고 있으며 지고 있는 경우 종종 최전방 타겟형 스트라이커처럼 배치되어 공중볼을 따내는 역할을 담당하기도 하는 전전후 멀티 플레이어이다.

## 클럽 경력

### K리그이전
2003년부터 4년동안 고향팀인 라싱 산탄데르 유스팀에서 활동한 뒤 세군다 디비시온 B 소속팀이자 라싱 산탄데르 리저브팀인 라요 칸타브리아 입단을 통해 프로에 전격 입문했다.
그 후 임대 기간을 비롯해 3시즌동안 99경기 9골의 준수한 성적을 인정받으며 1군팀에 입단했지만 1군에서는 3시즌동안 공식전 17경기 출전에 그쳤으며 이후 2011-12 시즌을 끝으로 라싱 산탄데르와의 계약을 해지했다.
라싱 산탄데르를 떠난 후 태국 리그 1의 명문 부리람 유나이티드로의 이적을 통해 프로 데뷔 이후 처음으로 아시아 무대에 진출했고 2013 시즌까지 2시즌동안 공식전 55경기 12골을 기록하며 태국 FA컵 2연패, 태국 리그컵 2연패, 2013 시즌 코르 로열컵 우승, 2013 시즌 리그 우승, 2013년 AFC 챔피언스리그 8강 진출 등의 업적에 크게 기여했으며 2013 시즌 태국 리그 1 올해의 수비수상과 베스트 11을 석권하는 영예를 안았다.
더군다나 부리람에서의 마지막 시즌인 2013 시즌에는 주장을 역임하면서 레드카드는 단 1장도 받지 않았고 옐로우카드도 단 4장을 받는데 그치는 페어플레이 정신을 보여주었다.

### FC 서울
2013 시즌을 끝마친 뒤 대한민국 K리그1의 FC 서울과 입단 계약을 체결한 후 일본 J1리그의 세레소 오사카에서 임대 선수로 뛰었던 2018 시즌을 제외하고 무려 9시즌동안 공식전 344경기 25골로 2014년 FA컵 준우승, 2014년 AFC 챔피언스리그 4강, 2015년 FA컵 우승, 2016년 K리그1 우승, 2016년 FA컵 준우승, 2016년 AFC 챔피언스리그 4강, 2019년 K리그1 3위, 2022년 FA컵 준우승 등의 굵직한 성과에 기여했다.
그리고 2016년 K리그1 베스트 11, 팬들이 선정한 2016년 AFC 챔피언스리그 베스트 11에도 선정된 것은 물론 리그 전 경기 출장, 구단 역사상 첫 외국인 주장, 구단 역사상 K리그1 외국인 최다 출장 등의 굵직한 기록들까지 수집하며 FC 서울의 주전이자 레전드로 맹활약했다.

### 서울 이랜드
2023 시즌을 끝으로 9시즌동안 몸 담았던 FC 서울을 떠나 같은 연고팀이자 대한민국 K리그2 소속팀인 서울 이랜드로 이적한 후 2024 시즌 공식전 30경기 7골로 3위라는 서울 이랜드 구단 역사상 K리그2 역대 최고 성적과 함께 창단 첫 승강 플레이오프 진출이라는 업적을 이끌었으며 심지어 천안 시티와의 2024년 K리그2 23라운드 홈 경기에서는 비록 팀은 3-4로 석패했으나 K리그 통산 300경기 출장이라는 대기록까지 작성했다.

## 수상 내역

### 클럽
부리람 유나이티드
- 태국 리그 1 : 우승 (2013)
- 태국 FA컵 : 우승 (2012, 2013)
- 태국 리그컵 : 우승 (2012, 2013)
- 코르 로열컵 : 우승 (2013)

 FC 서울
- K리그1 : 우승 (2016), 3위 (2019)
- 코리아컵 : 우승 (2015), 준우승 (2014, 2016, 2022)
- AFC 챔피언스리그 엘리트 : 4강 (2014, 2016)

 서울 이랜드
- K리그2 : 3위 (2024)

### 개인 수상
- 태국 리그 1 올해의 수비수상 : 2013
- 태국 리그 1 베스트 11 : 2013
- 팬 선정 AFC 챔피언스리그 엘리트 베스트 11 : 2016
- K리그1 베스트 11 : 2016
- K리그1 특별상 : 2015 (전 경기 풀타임 출전)

## 기타
과거 풀네임을 오스마르 바르바 이바녜스(Osmar Barba Ibáñez)를 사용하였으나 2012년 어머니 성을 먼저 쓰는 오스마르 이바녜스 바르바(Osmar Ibáñez Barba)로 개명하였다.

## 참고 자료
- 오스마르 인터뷰 - 서호정의 킥오프 (2015년 9월 7일)
- 최초에서 최고로, 서울은 오스마르로 통한다 - 한국프로축구연맹 (2015년 10월 29일)
- 2015 K리그 데이터 어워즈 (上) - 한국프로축구연맹
- ‘외인 주장’ 오스마르, 그가 생각하는 서울의 캡틴 - 풋볼리스트
- 그는 1초도 쉬지 않는다… 서울의 봄 이끈 '오대감' - 조선일보
- 외국인선수 첫 K리그 주장 FC서울 오스마르 이바녜스